# Pierre d'Anjou
Pierre d'Anjou (1291 - tué le 29 août 1315 à la bataille de Montecatini), dit le Tempétueux (en italien : Pietro Tempesta), est le huitième fils de Charles II de Naples. Son surnom provient de son tempérament orageux.

## Biographie
Pierre d'Anjou est le huitième fils de Charles II de Naples et de Marie de Hongrie.
En 1306, il est créé comte d'Eboli. En 1309, il reçoit Nocera et Isernia et échange Montescaglioso pour Sorrente et Castellammare di Stabia. Il commence à servir son frère, le roi Robert Ier, contre les Gibelins de Uguccione della Faggiuola en Toscane.
Il commande 300 chevaliers et reçoit le titre de Vicaire de Toscane, Lombardie, Romagne, de la ville de Bertinoro et de Ferrare et capitaine général de la partie guelfe de la Toscane. Après avoir célébré un jubilé à Sienne, puis s'étant déplacé à Florence hébergé par la famille Mozzi, la commune lui accorde une allocation de 4 000 florins.
Le 29 septembre 1314, il prend Arezzo, mais Uguccione prend Lucques. À la demande du roi Robert, Pierre et son frère Philippe Ier de Tarente fournissent des renforts au nord et remportent les premiers succès. Toutefois, lors la bataille de Montecatini le 29 août 1315, les forces Guelfes sont défaites par Uguccione et les Gibelins dans une escarmouche dans la plaine. Pierre et Philippe se replient sur Fucecchio, mais Pierre meurt en cours de route et son corps, englouti dans le marais, n'a jamais été retrouvé.

## Sources
- (it) Alberto M. Ghisalberti, Dizionario Biografico degli Italiani: III Ammirato; Arcoleo. Rome, 1961.
- (it) Giuseppe Coniglio: Angiò, Pietro d', detto Tempesta. In: Dizionario Biografico degli Italiani III, Rom, 1961, p.  270-271.